# Cártel de Jalisco Nueva Generación
Das Cártel de Jalisco Nueva Generación (CJNG; spanisch für Jalisco-Kartell Neue Generation) ist ein Drogenkartell in Mexiko. Das als Paramilitär organisierte Kartell wurde 2009 gegründet und entwickelte sich im Verlauf des Drogenkriegs in Mexiko zum mächtigsten Drogenkartell des Landes. Das CJNG hat seinen Sitz im Bundesstaat Jalisco (wo es Bürgermeister, Staatsanwälte und Polizei korrumpierte bzw. unterwanderte), ist jedoch landesweit aktiv. Nemesio Ruben Oseguera Cervantes (alias El Mencho) wird als Gründer des CJNG und als aktueller Anführer bezeichnet. Das US-Finanzministerium bezeichnete ihn und das CJNG im April 2015 als internationale Drogenhändler und verhängte Sanktionsmaßnahmen. Im Jahr 2025 wurde das Kartell von den USA als Terrororganisation eingestuft.
Eine Erhebung internationaler Wissenschaftler legt nahe, dass die CJNG mehr als 28.000 Personen beschäftigt. Bis zu acht Prozent der Mitglieder des Kartells sind (Stand 2021) laut der mexikanischen Generalstaatsanwaltschaft Frauen.

## Geschichte
Nach der Tötung von Ignacio Coronel durch die mexikanischen Sicherheitsbehörden im Juli 2010 löste sich seine ehemalige Fraktion vom Sinaloa-Kartell ab und nannte sich fortan Cártel de Jalisco Nueva Generación.
Im März 2012 gab das CJNG mittels Videobotschaft bekannt, dass es gegen das Tempelritter-Kartell um die Vorherrschaft in Michoacán kämpfe. Bis in den Sommer 2013 soll CJNG für das Sinaloa-Kartell tätig gewesen sein. Im September 2013 kündigte das CJNG mittels einer Narcomanta seine Präsenz in Guanajuato an.
Bis zu acht Prozent der Mitglieder des Kartells waren (Stand 2021) laut der mexikanischen Generalstaatsanwaltschaft Frauen.
Spätestens im Jahr 2024 hatte die CJNG im Bundesstaat Jalisco Politik (Bürgermeister), Judikative (Staatsanwälte) und Exekutive (Polizei) unterwandert bzw. korrumpiert.
Nachdem im Jahr 2024 innerhalb des Sinaloa-Kartells ein Krieg ausbrach, wandte sich die Fraktion des Sinaloa-Kartells, die von zwei Söhnen von El Chapo geführt wurde, an das CJNG, um Unterstützung zu erhalten bzw. eine Allianz zu schmieden. Das CJNG ging auf das Angebot ein.

## (Zwangs)Rekrutierung
Um seine Reihen zu füllen, setzt das Kartell auf eine Mischung aus Werbung (unter anderem auf Tiktok) und Zwangsrekrutierung. Ermittlungen zufolge lockt das Kartell mit falschen Jobangeboten, um die Opfer dann zu entführen und unter Androhung von Erschießung bei Verweigerung zu rekrutieren. Ein verhafteter Bürgermeister sagte aus, dass die vom Kartell Zwangsrekrutierten gezwungen wurden, als Initiationsritus Menschenfleisch zu verspeisen.

## Aktionen im Drogenkrieg (Auswahl)
Im September 2011 wurde auf Youtube ein Video veröffentlicht, in dem sich das CJNG zur Ermordung von 35 Angehörigen der Los Zetas in Veracruz bekannte. Ein paar Tage später fanden Sicherheitskräfte die Leichen.
Im März 2015 wurden fünf Angehörige der mexikanischen Bundespolizei durch das CJNG ermordet. Im April 2015 wurden fünfzehn mexikanische Polizeioffiziere aus einem Hinterhalt von Angehörigen des CJNG ermordet. Die Attacke galt als Racheakt des CJNG an den Sicherheitskräften wegen der Tötung eines ihrer Anführer. Es handelte sich bis dahin um eine der tödlichsten Vergeltungsaktionen auf Sicherheitskräfte in der Geschichte Mexikos. Im Mai 2015 schoss das CJNG einen Hubschrauber im Westen des Bundesstaates von Jalisco ab. Dabei kamen mehrere Insassen, darunter Angehörige der Sicherheitskräfte, ums Leben oder wurden schwer verletzt.
In der Nacht vom 15. auf den 16. August 2016 verschleppten mehrere Bewaffnete den Sohn von El Chapo, Jesús Alfredo Guzmán, zusammen mit fünf anderen Personen aus einem Restaurant in Puerto Vallarta. Laut dem Generalstaatsanwalt des Bundesstaates Jalisco, Eduardo Almaguer, gehörten die Entführer der Jalisco Nueva Generación an.
Am 2. Dezember 2018 verübten unbekannte Täter einen Sprengstoffanschlag auf das Konsulat der Vereinigten Staaten in Guadalajara und beschädigten eine Gebäudewand. Verletzt wurde aber niemand. Im Internet drohte das Kartell, das Konsulat anzugreifen.
Im Juni 2020 wurde ein Attentat auf den Polizeichef von Mexiko-Stadt, Omar García Harfuch, verübt, das er verletzt überlebte und bei dem zwei Sicherheitskräfte und eine Passantin ums Leben kamen. Verantwortlich gemacht wurde die Jalisco Nueva Generación.
Ende Oktober 2022 kursierte in Mexiko das virale Video eines Hundes, der den abgetrennten Kopf eines Mannes durch die Straßen der Stadt Monte Escobedo trug. Neben dem Perro de Zacatecas betitelten Hund fanden Anwohner später die restlichen Körperteile des mutmaßlichen Taxifahrers. Das CJNG bekannte sich zu der Tat und kündigte ein weiteres beabsichtigtes Opfer an. Medienberichten zufolge drängt das CJNG in die Kleinstadt Zacatecas, die bis dahin unter Einfluss des Sinaloa-Kartells stand.

## Verhaftungen
- 2012 wurde Eliot Alberto Radillo (alias El Pancho) verhaftet. Er soll für das CJNG die Drogengeschäfte, die Erpressungen und den Kampf gegen die anderen Drogenkartelle organisiert haben.
- Im Januar 2014 wurde Ruben Oseguera Gonzalez (alias El Menchito), der Sohn von El Mencho, von militärischen Sicherheitskräften in Guadalajara verhaftet.[17] Nach zwölf Monaten wurde er von einem Gericht wegen angeblichem Mangel an Beweisen aus der Untersuchungshaft freigelassen.[18] Am 24. Juni 2015 wurde er wiederum von militärischen Sicherheitskräften in Zapopan festgenommen.[18] Er soll der Finanzchef und Nummer 2 des CJNG sein.
- Im November 2021 wurde Rosalinda González, die Ehefrau von El Mencho sowie Finanzchefin des Kartells, in der Stadt Zapopan verhaftet.[19]

## Bewertung
Nach Angaben der International Crisis Group aus dem Jahr 2020 hatte die CJNG, weder in Jalisco noch in einem der anderen mexikanischen Bundesstaaten ein Gewaltmonopol.
Im Jahr 2025 äußerte ein mexikanischer Kriminalitäts- und Kartellexperten, dass das CJNG im Vergleich zum Sinaloa-Kartell „viel gewalttätiger“ sei und was Kriegs- bzw. Schusswaffen anbelangt, besser ausgerüstet sei das mexikanische Militär. Das CJNG sei für Morde an mehreren Richtern und einem Ex-Gouverneur verantwortlich. Dem Experten zufolge nutzt das CJNG spätestens seit 2025 auch Drohnen.
Berichten zufolge lässt das Kartell in eigenen Werkstätten Pick-ups und Lastwagen zu Panzerwagen umrüsten.
Eine spätestens im Jahr 2025 veröffentlichte Erhebung internationaler Wissenschaftler legt nahe, dass die CJNG mehr als 28.000 Personen beschäftigt.
Sicherheitsexperten bestätigen, dass das CJNG ehemalige Guerilleros und Soldaten aus Kolumbien und Mittelamerika beschäftigt.